# Октябрьский посёлок-сад
{{#if:||
Октябрьский посёлок (также Октябрьский посёлок-сад, в народе — Ковырино) — бывший посёлок под Вологдой, включённый в черту города в 1928 году. Возник на месте совхоза «Ковырино».

## История
Упоминание о селе Ковырине впервые встречается в Переписной дозорной книге дворцовых земель Вологодского уезда 1589—1590 годов.
В 1705 году стольник Василий Богданович Засецкий купил у сержанта Преображенского полка князя Никиты Шаховского
«полсельца Ковыркина с полдеревнями, с полупустошами, с пашнею и с лесы и с сенными покосы и со всеми угодьи… Да с тою вотчиною половину дворового своего места в городе Вологде».
В «Экономических примечаниях к Генеральному межеванию», составлявшихся по Вологде в 1780-х годах, численность фактического населения Ковырина определена в 46 человек, проживающих в двух домах. В этот момент оно находилось в общем владении премьер-майора Александра Федоровича Олешева и капитана Василия Васильевича Засецкого.
В середине XVIII столетия вологодский стольник Б. Г. Засецкий заложил роскошный парк с каскадом прудов (ныне — Ковыринский парк). Парк имел чёткий план с аллеями из лип, сибирских кедров, сосен, сирени. Были разбиты цветники из георгинов и шток-роз. На восточной окраине парка позднее был сооружён ипподром. В парке было пять прудов, в середине одного из которых был остров с беседкой.
В начале XX века имение пришло в запустение.
20 мая 1918 года Вологодский губисполком принял решение о национализации имения Ковырино и передаче его трудовой артели «Северный пахарь». Чуть позднее на базе его образовался совхоз «Ковырино».
В 1920 году совхоз ликвидировали, а на его землях с декабря 1922 года начали строить рабочий посёлок, получивший название «Октябрьский». Строительство началось по инициативе рабочих паровозного цеха транспортных мастерских (ныне — Вологодский вагоноремонтный завод). Посёлок строился в рамках концепции города-сада.
От кирпичного завода, находящегося в районе нынешней улицы Петина, была сооружена узкоколейная железная дорога для подвоза кирпича.
В 1923 году посёлок был торжественно открыт и на Октябрьскую демонстрацию жители посёлка вышли со своим красным флагом.
В 1920-е годы Октябрьский посёлок на своём ипподроме принимал губернские конские бега.
В 1928 году посёлок был включён в черту города Вологды. К этому времени в нём уже были спортивная площадка, велосипедный трек, красный уголок, открытая сцена. Позднее здесь были выстроены детские учреждения и школы.
В 1933 году в посёлок было проведено электричество. В этот момент в нём было 63 дома с 118 квартирами.
В 1930-х годах на месте ипподрома выстроили модный тогда велотрек.
К началу 1940 года посёлок превращается в обыкновенный рабочий посёлок.
В годы Великой Отечественной войны многие деревья в пришедшем в упадок парке были спилены на дрова.
После войны обветшавший велотрек заменили футбольным полем — появился Стадион ВРЗ (Вагоноремонтного завода), ныне — стадион «Витязь».
Большая часть застройки посёлка сохранилась до наших дней.

## Территория посёлка
Территория посёлка ограничена нынешними улицами: Ленинградской на юго-востоке, Петина на востоке, Преображенского на севере, Щетинина на западе.
Посёлок был построен в рамках концепции города-сада.
Центральной улицей посёлка была улица Бульварная (нынешняя улица Гагарина). В 1936 году в посёлке было 8 улиц.
Все дома были сооружены из древесины. Каждый из них имел одну или две квартиры из трёх комнат.

## Наиболее значительные здания и сооружения
| Адрес                                                  | Фото | Описание                                                 |
| ------------------------------------------------------ | ---- | -------------------------------------------------------- |
| Вдоль улицы Щетинина между улицами Гагарина и Лечебной |      | Ковыринский сад (парк)                                   |
| Гагарина, 46                                           |      | Барский дом усадьбы Ковырина                             |
| Гагарина, 44-а                                         |      | Стадион «Витязь» построен на месте помещичьего ипподрома |